# Houthem (Comines-Warneton)
Houthem (pcd. Outèm, vls. Outem) – dzielnica (section) miasta Comines-Warneton w Belgii, w Regionie Walońskim, w prowincji Hainaut, w okręgu Tournai-Mouscron. 1 stycznia 2020 roku liczyła 1266 mieszkańców. Do 31 grudnia 1976 r. samodzielna gmina. 

## Demografia
Liczba mieszkańców, stan na 1 stycznia:
| Rok                | 1930 | 1947 | 1961 | 2020 |
| ------------------ | ---- | ---- | ---- | ---- |
| Liczba mieszkańców | 1303 | 1261 | 1187 | 1266 |